# Ctenophorus reticulatus
Ctenophorus reticulatus — вид ігуаноподібних ящірок родини агамових (Agamidae). Ендемік Австралії.

## Поширення і екологія
Ctenophorus reticulatus мешкають на півдні Західної Австралії, на півночі Південної Австралії та на південному заході Північної Території. Вони живуть в акацієвих рідколіссях і чагарникових заростях, серед каміння і валунів.